# 地胆旋蒴苣苔
地胆旋蒴苣苔（学名：Boea philippensis），为苦苣苔科旋蒴苣苔属下的一个种。

## 扩展阅读
維基物種上的相關：地胆旋蒴苣苔